# Amelécourt
Amelécourt település Franciaországban, Moselle megyében. Lakosainak száma 116 fő (2022. január 1.). Amelécourt Château-Salins, Fonteny, Fresnes-en-Saulnois, Laneuveville-en-Saulnois és Lubécourt községekkel határos.

## Népesség
A település népességének változása:
| Lakosok száma | 114  | 119  | 102  | 139  | 154  | 160  | 154  | 132  | 126  | 116  |
|               | 1968 | 1982 | 1990 | 2006 | 2013 | 2015 | 2017 | 2019 | 2020 | 2022 |